# Cải cách giáo dục
Cải cách giáo dục là mục tiêu thay đổi giáo dục công cộng. Trong lịch sử, các cải cách đã có những hình thức khác nhau bởi vì động lực của các nhà cải cách đã khác nhau. Tuy nhiên, từ những năm 1980, cải cách giáo dục đã tập trung vào việc thay đổi hệ thống hiện tại từ tập trung vào đầu vào sang tập trung vào đầu ra (nghĩa là thành tích của học sinh). Tại Hoa Kỳ, cải cách giáo dục thừa nhận và khuyến khích giáo dục công cộng là nguồn giáo dục K-12 chính cho thanh thiếu niên Mỹ. Các nhà cải cách giáo dục mong muốn biến giáo dục công cộng thành một thị trường (dưới dạng một hệ thống đầu vào-đầu ra), trong đó trách nhiệm giải trình tạo ra các cổ phần cao từ các tiêu chuẩn chương trình giảng dạy gắn liền với các bài kiểm tra tiêu chuẩn. Các nhà cải cách giáo dục mong muốn biến giáo dục công cộng thành một thị trường (dưới dạng một hệ thống đầu vào-đầu ra), trong đó trách nhiệm giải trình tạo ra các cổ phần cao từ các tiêu chuẩn chương trình giảng dạy gắn liền với các bài kiểm tra tiêu chuẩn.
Các nhà cải cách giáo dục mong muốn biến giáo dục công cộng thành một thị trường (dưới dạng một hệ thống đầu vào-đầu ra), trong đó trách nhiệm giải trình tạo ra các cổ phần cao từ các tiêu chuẩn chương trình giảng dạy gắn liền với các bài kiểm tra tiêu chuẩn. Kết quả là, cạnh tranh tạo ra sự bất bình đẳng đã tiếp tục thúc đẩy logic thị trường của sự bình đẳng ở điểm cuối bằng cách tái tạo khoảng cách thành tích giữa các thanh niên khác nhau.   Một hằng số cho tất cả các hình thức cải cách giáo dục bao gồm ý tưởng rằng những thay đổi nhỏ trong giáo dục sẽ mang lại lợi nhuận xã hội lớn về sức khỏe, sự giàu có và hạnh phúc của công dân. Ví dụ, một động lực đã nêu là giảm chi phí cho sinh viên và xã hội. Từ thời cổ đại cho đến những năm 1800, một mục tiêu là giảm chi phí cho giáo dục cổ điển. Lý tưởng nhất, giáo dục cổ điển được thực hiện với một gia sư cá nhân toàn thời gian (cực kỳ tốn kém). Trong lịch sử, điều này chỉ dành cho những người giàu có nhất. Bách khoa toàn thư, thư viện công cộng và trường học ngữ pháp là những ví dụ về đổi mới nhằm giảm chi phí của một nền giáo dục cổ điển.
Các cải cách liên quan đã cố gắng phát triển các kết quả cổ điển tương tự bằng cách tập trung vào "tại sao" và "câu hỏi" nào bị bỏ quên bởi giáo dục cổ điển. Tóm tắt, câu trả lời nội tâm cho những câu hỏi này về mặt lý thuyết có thể nén một số lượng lớn các sự kiện vào tương đối ít nguyên tắc. Con đường này đã được thực hiện bởi một số nhà giáo dục siêu việt, như Amos Bronson Alcott. Trong thời kỳ đầu hiện đại, các trường học Victoria đã được cải cách để dạy các chủ đề hữu ích về mặt thương mại, như ngôn ngữ và toán học hiện đại, thay vì các môn học cổ điển, như tiếng Latin và tiếng Hy Lạp.
Nhiều nhà cải cách tập trung vào cải cách xã hội bằng cách cải cách giáo dục theo các nguyên tắc khoa học, nhân văn, thực dụng hoặc dân chủ hơn. John Dewey và Anton Makarenko là những ví dụ nổi bật của những nhà cải cách như vậy. Một số nhà cải cách kết hợp một số động lực, ví dụ Maria Montessori, người vừa "giáo dục cho hòa bình" (một mục tiêu xã hội), vừa "đáp ứng nhu cầu của trẻ em" (Một mục tiêu nhân văn). Trong lịch sử nước Phổ, một động lực quan trọng cho việc phát minh ra Trường mẫu giáo là thúc đẩy sự đoàn kết quốc gia bằng cách dạy một ngôn ngữ quốc gia khi mà trẻ em còn ít tuổi đủ để học một ngôn ngữ dễ dàng. Những người ủng hộ giáo dục dựa trên bằng chứng kêu gọi sử dụng bằng chứng trong hướng dẫn cải cách giáo dục.
Cải cách đã có nhiều hình thức và hướng. Trong suốt lịch sử và ngày nay, ý nghĩa và phương pháp giáo dục đã thay đổi thông qua các cuộc tranh luận về nội dung hoặc kinh nghiệm dẫn đến một cá nhân có giáo dục hoặc một xã hội có giáo dục. Những thay đổi có thể được thực hiện bởi các nhà giáo dục cá nhân và/hoặc bởi tổ chức trường học trên diện rộng và/hoặc bằng cách thay đổi chương trình giảng dạy với các đánh giá hiệu suất.